# イギリス国鉄3形2-6-2T蒸気機関車
イギリス国鉄3形2-6-2T蒸気機関車（イギリスこくてつ3がた2-6-2Tじょうききかんしゃ）はイギリス国鉄のタンク式蒸気機関車。ロバート・リドルが設計した。ハイブリッド設計で、シャーシはLMS 2形2-6-0蒸気機関車に基づいて多くの部品を共有し、ボイラーはグレートウェスタン鉄道5101形蒸気機関車および5600形蒸気機関車が使用したGWR No.2ボイラーの改良型を備えていた。

## 設計の詳細
本形式のシャーシはLMS 4形蒸気機関車とほぼ同じ規格が使用され、モーションブラケットはLMS 2形2-6-0蒸気機関車およびLMS 2形2-6-2T蒸気機関車に取り付けられた部品の設計から派生した。他の多くの標準蒸気機関車と同様に、ブレーキハンガーブラケット、フレキシブルストレッチャーブラケット、リバースシャフトブラケットなど、LMSが設計した多くのコンポーネントを使用した。ボイラーはGWR No.2ボイラーとフランジプレートの共有を選択された状態で、LMSプラクティスに従うときに問題であることが判明した。本形式で使用されるボイラーは、多くのGWRタンクで使用されるSwindon No. 2ボイラーを改造したものである。主な違いは、標準3タンクのボイラーバレルを短縮した点とドームを加えた点。
設計と製造は、イギリス国鉄3形2-6-0蒸気機関車とともに、元GWRスウィンドン工場で行われたが、一部はブライトン、ダービー、ドンカスターで設計された。奇妙なことに、このクラスはドンカスターが設計したイギリス国鉄4形2-6-0蒸気機関車（76XXX）と同じホイールのデザインを共有していなかった。
機関車のシリンダーカバーには、「ねじ込み」タイプの圧力リリーフバルブが取り付けられていた。1955年9月から、「ボルトオン」タイプの圧力リリーフバルブを組み込んだ更新用に改訂されたシリンダーカバーが導入された。
本形式は63台の機関車を発注する予定だったが、1955年の近代化計画により、注文は迅速にキャンセルされた。

## 運用

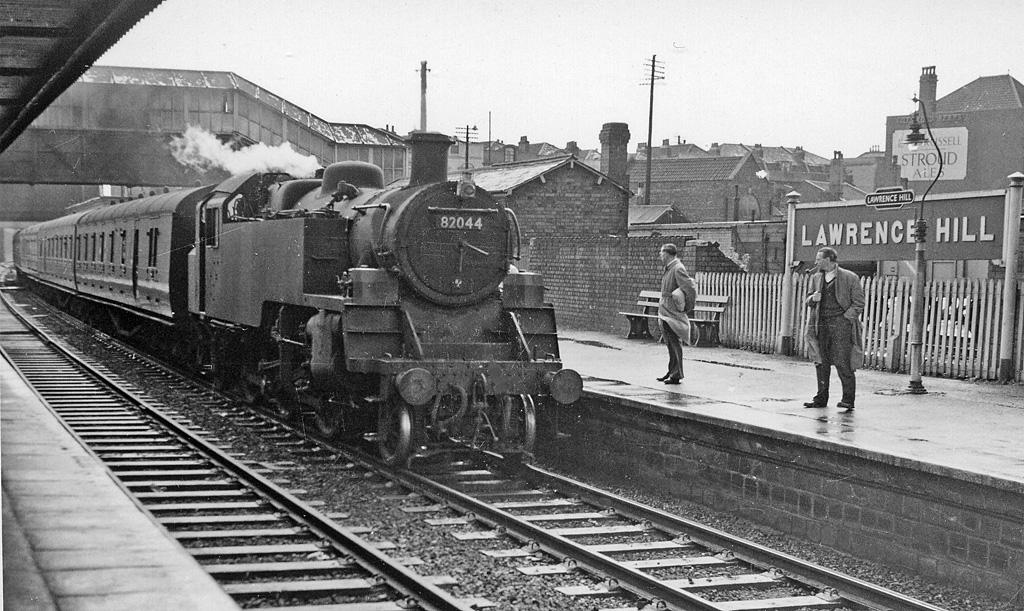
1958年にローレンスヒル駅で82044号機

新しいものから、西部地域、南部地域、北東部地域、ロンドンミッドランド地域に配属された。西部地域（WR）のスウィンドン工場で建設されていたため、多くのクラスはWRに割り当てられ、そこで副次的および支線業務を運搬した。彼らは、45XXおよび55XXクラスの古いGWRの機関車を交換した。WR乗組員が慣れると、適切な後継車であることが証明された。本形式は、北東部、ミッドランド、南部地域にも割り当てられた。これらの地域は本形式を好み、南部地域が本形式の最後で最高のパフォーマンスと評価された。No. 82029は、ステーションパイロット業務中に、故障した機関車の旅客列車を引き継ぐ必要があった。82029は、ベジンストークで離陸する前に、列車とわずかな距離を牽引した。ベイジングストークでは、より適切な代替品が見つかった。列車から降ろされて間もなく、82029は撤退し、旅客列車での代役がBRの最後の義務となった。

## 塗装
本形式は全機がイギリス国鉄MTブラックに塗装された。1957年以降、西部地域の機関車は、緑色に塗装された。1960年代初頭から、一部の西部地域の機関車も、緑色に塗装された。他の地域に割り当てられた機関車は、廃車するまで黒い塗装を保持した。
例外は82044号機関車で、これは西部地域配属によって緑色に塗られていたが、移動した後は黒色に塗られた。この塗り直しの最中に、誤って出力区分4の数字を記入した。

## 廃車
支線や短い路線でのDMUサービスの導入やBeechingの政策により、本形式の仕事のほとんどがすぐに消えたため、寿命は短かった。1964年には、最初の10台の機関車が廃車になった。最後の2つのうちの1つは、最後のオーバーホールから非常に良好な状態であったため、残された時間はそれほど長くなかったが、保存のために機関車を購入することについて問い合わせが行われ、価格は£1500に設定された（2016年の換算約25,000ポンド）。これは非常に高価であり、資金を調達するのにはとても短い時間だった。機関車は購入されず、スクラップとして送られた。
最短は82043号機関車であり、運用離脱時はわずか8年8か月だった。最長の寿命は82019号機関車で、15年10か月だった。ただし、本形式の設計上の寿命は40年だった。
Nine Elmsで82019と82029が、さらに4台が蒸気機関車の全廃まで生き残った。82000、82003、82031、82034は、1966年の終わりに北ウェールズから郊外の列車で使用するためにマンチェスターにあるパトリクロフトに移された。これらは実際には必要ではなかったが、それでも1968年の機関区の閉鎖までそこに残っていた。
| 年   | 運行開始年数 | 廃車年数 | 機関車番号                                      |
| ---- | ------------ | -------- | ----------------------------------------------- |
| 1964 | 45           | 10       | 82002/07–08/11–15/25/43                         |
| 1965 | 35           | 17       | 82004–05/10/16–17/20–22/32–33/35–40/42          |
| 1966 | 18           | 16       | 82000–01/03/06/09/18/23–24/26–28/30–31/34/41/44 |
| 1967 | 2            | 2        | 82019/29                                        |

## 事故
1961年10月16日、機関車82028はヨークシャーのノースライディングのロビンフッズベイに近づきながら貨物列車を牽引していた。別の列車が反対方向に近づいていたため、側線に待避して緩衝材に衝突した。